# 瓦西里·崔可夫
瓦西里·伊万诺维奇·崔可夫（又译楚伊科夫） （俄語：Василий Иванович Чуйков, 1900年2月12日—1982年3月18日），苏联元帅。

## 生平
崔可夫1900年2月12日出生于俄罗斯帝国图拉省賽雷普利亞的贫苦农民家庭，1917年在俄波罗的海舰队当水兵。十月革命后加入红军。1919年加入俄共（布）。俄国内战期间，转战南部战线、东部战线、西部战线，历任连长、团长，负过伤，并获得两枚红旗勋章。
1922年8月进入伏龙芝军事学院第五期学习，1925年8月毕业后继续在伏龙芝军事学院东方系中国部深造，在此期间学会了汉语，1926年，崔可夫作为使節首来中国，到过哈尔滨、奉天、大连、天津、北京。1927年秋天从伏龙芝军事学院东方系毕业后派赴中国国民革命军部队中担任军事顾问，走遍了华南，到过四川省，说一口流利的汉语。1929年中东路事件，在红旗远东特别集团军司令员布柳赫尔手下执行特别任务并做特别报告，处于所有情报的汇集中心。1929年11月19日，作为苏联远东军司令部全权代表，要求满洲里守军第15旅旅长梁忠甲以下无条件投降。
大清洗期间，崔可夫等年轻军官得以快速晉升，以填补那些被整肅掉的高级将领留出的空位。1938年崔可夫已经是集团军司令，少将军衔。1939年9月崔可夫指挥第4集团军参加了入侵波兰的军事行动。在其后的苏芬战争中崔可夫担任第9集团军司令，但因作战不利被解职。
1940年12月，崔可夫因有出使中国的经历，且通晓中文，斯大林再次選中出使中国，担任驻华武官，苏联军事顾问团团长、成为蔣介石的军事顾问。在华期间，崔可夫除协助中國抗日戰爭外，还大量收集了中日两国情报，并据此准确判断出日本南进的可能性更大。在1941年9月，第二次長沙戰役爆發， 崔可夫建議國軍攻擊北面的軍事重地宜昌市，成功解除長沙之圍。
太平洋战争爆发后，苏联对中国人未能适当地发挥苏联顾问的作用感到反感，加上崔可夫请求回国参战，決定撤回苏联的军事代表团。根據欧文·拉铁摩尔的《蒋介石的美国顾问：欧文·拉铁摩尔回忆录》：「当我继续待在蒋的别墅时，蒋夫人常邀请我长时间散步，有次散步时她告诉我：『我们的苏联顾问素质当然不高，因为现在苏联正遭到德国人的进攻，他们需要自己所拥有的每一位能干的军官。所以我们得到的顾问都是三四流的。』」1942年2月下半月崔可夫结束了在中国的使命飞回阿拉木图，转乘火车前往古比雪夫。被任命为驻图拉、梁赞地区的预备第一集团军司令员。5月该集团军改称第64集团军。7月率部开赴斯大林格勒前线，9月奉派至第62军團担任司令，崔可夫指挥部队一次又一次地击退了数倍于己的德军进攻，完成了苏联最高统帅部“不许后退一步”的任务。崔可夫因在斯大林格勒战役中的英勇表现获得“苏联英雄”称号。
1943年4月第62军團改编为第8親卫军團，崔可夫担任司令并指挥该军團参加了库斯克會戰、白俄羅斯戰役、明斯克战役、维斯瓦河—奥得河战役、东波美拉尼亚攻势，直到柏林战役。其间崔可夫又一次获得“苏联英雄”称号，并晋升为上将军衔。
战后，崔可夫先后担任驻德苏军集群第一副总司令，1948年11月12日晋升大将军衔。驻德苏军集群总司令（1949年—1953年）。基辅军区司令员（1953年—1960年）。1955年3月11日晋升苏联元帅军衔。苏联国防部副部长兼苏联陆军总司令（1960年—1964年）。苏联民防总司令（1961年—1972年）。1961年起直至逝世，为苏共中央委员。
中苏关系恶化期间，对中国采取强硬态度，主张对中国使用核武器。

## 著作
崔可夫元帅著作颇多，主要有《集体英雄主义的集团军》、《战火中的180天》、《空前的功绩》、《在乌克兰的战斗》、《斯大林格勒近卫军西进》、《在战火中锤炼青春》、《第三帝国的末日》、《本世纪之战》、《在华使命 蒋介石的苏联军事顾问的回忆》、《斯大林格勒∶经验与教训》、《从斯大林格勒到柏林》等。